# Wildcat (Achterbahn)
Wildcat ist die Bezeichnung eines Stahlachterbahnmodells des Herstellers Schwarzkopf GmbH, welches erstmals 1964 ausgeliefert wurde. Von Wildcat gibt es drei Varianten, die sich in Länge und Höhe unterscheiden.
Grundsätzlich werden alle drei Anlagen mit einem Kettenlift betrieben. Die größte Variante mit einer Schienenlänge von 560 m erreicht eine Höhe von 14,5 m und kann mit bis zu zehn Wagen betrieben werden. Der Anschlusswert beträgt in diesem Falle 112 kW. Die kleinere Variante mit einer Länge von 460 m erreicht eine Höhe von 13,5 m und hat einen Anschlusswert von 94 kW. Die Anzahl der Wagen entspricht der der größeren Variante. Schließlich gibt es mit einer Länge von 420 m die kleinste Variante mit einer Höhe von 10,5 m und einem Anschlusswert von 73 kW. Die maximale Anzahl an Wagen beträgt hier nur acht.

## Standorte
| Achterbahn                            | Betreiber                                                                                            | Land                                      | Eröffnungsjahr           | Schließungsjahr                 | Länge     |
| ------------------------------------- | --- | ----------------------------------------- | ------------------------ | ------------------------------- | --------- |
| 7 Picos                               | Parque de Atracciones de Madrid                                                                      | Spanien                                   | 1969                     | 2005                            | 460 m     |
| Achtbaan                              | Bobbejaanland                                                                                        | Belgien                                   | 1976                     | 1981                            | 420 m     |
| Achterbahn                            | Kulturpark Rotehorn Spreepark Berlin                                                                 | Deutschland                               | unbekannt 1979           | 1990 oder später unbekannt      | 420 m     |
| Achterbahn Super-8-Bahn               | Spreepark Berlin Gorki-Park                                                                          | Deutschland Sowjetunion                   | 1969 unbekannt           | 1978 1969 oder früher           | 560 m     |
| Alpen-Coaster Himalayabahn            | Safariland Stukenbrock Schwaben Park                                                                 | Deutschland                               | nie eröffnet 1989        | nie eröffnet 2015               | 460 m     |
| Avalanche Wildcat                     | Jolly Roger Amusement Park Bell's Amusement Park                                                     | Vereinigte Staaten                        | 2008 1974                | 2014 1997                       | 460 m     |
| Ciclone                               | Playcenter São Paulo                                                                                 | Brasilien                                 | 1973                     | 1973–1989                       | 460 m     |
| Comet II Montagnes Russes             | State Fair of Texas Old Indiana Fun-n-Water Park La Ronde                                            | Vereinigte Staaten Kanada                 | 1999 1985 1967–1971      | 2001 1996 1984 oder früher      | 560 m     |
| Cyclone                               | Sandspit Cavendish Beach Rocky Point Park                                                            | Kanada Vereinigte Staaten                 | 1996 1984 oder später    | 1995                            | 460 m     |
| Jumbo Jet Radar                       | Ölands Djur & Nöjespark Gröna Lund                                                                   | Schweden                                  | 1981 1965                | 2008 1981                       | 460 m     |
| Montaña Rusa Wildcat Mountain Express | Bosque Mágico Magic Landing Six Flags Magic Mountain                                                 | Mexiko Vereinigte Staaten                 | 1993 1984 1973           | 2006 oder früher unbekannt 1982 | 560 m     |
| Nostalgische Achterbahn               | Skyline Park                                                                                         | Deutschland                               | 1999                     | 2022                            | 560 m     |
| Roller Coaster Super 8                | Central Park Chelyuskintsev Park (Mogilev) Chelyuskintsev Park (Minsk)                               | Kasachstan Belarus                        | 2013 2009 1974           | 2012/2013 2008                  | 460 m     |
| Schussboomer                          | Worlds of Fun                                                                                        | Vereinigte Staaten                        | 1973                     | 1984                            | 460 m     |
| Screamin' Demon                       | Poconos' Magic Valley and Winova Five Falls                                                          | Vereinigte Staaten                        | 1981 oder früher         | 1981 oder später                | 460 m     |
| Super 8                               | Fyns Tivoli                                                                                          | Dänemark                                  | unbekannt                | 1993                            | 560 m     |
| Super 8                               | Kölner Tivoli                                                                                        | Deutschland                               | 1971                     | 1975                            | 560 m     |
| Super 8                               | Liseberg                                                                                             | Schweden                                  | 1966                     | 1979                            | 560 m     |
| Super Jet Montanha Russa              | Diego´s Park Mirabilandia                                                                            | Brasilien                                 | 2019–2020 1994           | 1998                            | 460 m     |
| Texas Wildcat Raptor Attack           | Cotaland Lightwater Valley                                                                           | Vereinigte Staaten Vereinigtes Königreich | 2021 1987                | 2019                            | 420 m     |
| Wild Cat                              | Keansburg Amusement Park                                                                             | Vereinigte Staaten                        | 1984                     | 2012                            | 560 m     |
| Wild Cat                              | Luna Park                                                                                            | Australien                                | 1970                     | 1979                            | unbekannt |
| Wild Cat                              | Parque de la Ciudad                                                                                  | Argentinien                               | 1982                     | 2003                            | 460 m     |
| Wild Rider                            | Six Flags Great Adventure                                                                            | Vereinigte Staaten                        | 1978                     | 1980                            | 460 m     |
| Wildcat Wild Cat Die Wildkatze        | Adventure Park USA Williams Grove Amusement Park Steel Pier Playland Park Busch Gardens Williamsburg | Vereinigte Staaten                        | 2007 2001 1994 1984 1976 | 2005 1999 1991 1983             | 460 m     |
| Wildcat                               | Cedar Point                                                                                          | Vereinigte Staaten                        | 1979                     | 2011                            | 560 m     |
| Wildcat Rails Wildcat                 | Jolly Roger Amusement Park Valleyfair! Cedar Point                                                   | Vereinigte Staaten                        | 1991 1979 1970           | 1998 1978                       | 560 m     |
| Wildcat                               | Niagara Amusement Park & Splash World                                                                | Vereinigte Staaten                        | 1974                     | 2004                            | 460 m     |
| Wildcat WildCat                       | North Georgia State Fair Six Flags New England                                                       | Vereinigte Staaten                        | 2011 1968                | 1983                            | 560 m     |
| Wildcat                               | Washington State Fair                                                                                | Vereinigte Staaten                        | 1985                     |                                 | 560 m     |
| unbekannter Name                      | City Games                                                                                           | Irak                                      | 2013 oder früher         |                                 | 460 m     |
| unbekannter Name                      | Fun Park Fyn                                                                                         | Dänemark                                  | vermutlich nie eröffnet  | vermutlich nie eröffnet         | unbekannt |